# Beate Sydhoff
Beate Margareta Sydhoff Millhagen, född Sydhoff 10 mars 1938 i Stockholm, död 15 april 2020 i Kungsholmens distrikt, Stockholm, var en svensk konsthistoriker, konstkritiker och chef för Kulturhuset i Stockholm.

## Biografi
Beate Sydhoff studerade konsthistoria vid Stockholms universitet med en fil. kand. 1960 och fil. lic. 1963, samt vid Sorbonneuniversitetet i Paris 1960–1962. Hon var anställd vid Nationalmuseum 1963–1966 och konstkritiker i Svenska Dagbladet 1966–1979. Åren 1979–1987 var hon överintendent för konstavdelningen på Stockholms stads kulturförvaltning och kulturråd vid Sveriges ambassad i Washington D.C. 1987–1990 samt därefter chef för Kulturhuset i Stockholm 1992–1993. Då Stockholm blev europeisk kulturhuvudstad 1998 var hon dess kampanjledare och programdirektör 1993–1999. Åren 1999–2005 var hon ständig sekreterare vid Konstakademien efter att ha invalts som dess hedersledamot 1983.
Beata Sydhoff var ordförande för Föreningen Svensk Form 1981–1987. Hon har också varit konstskribent och kurator.
Från 1968 var hon gift med skulptören Lars Millhagen till hans död 1996. Tillsammans hade de döttrarna Rebecka Millhagen Adelswärd och Livia Millhagen. Beate Sydhoff är begravd på Bromma kyrkogård.

## Priser och utmärkelser
- 1999 – Natur & Kulturs Kulturpris
- 2001 – H.M. Konungens medalj av 8:e storleken i serafimerordens band